# Mithraeum (San Clemente)
Pour les articles homonymes, voir Mithraeum.
Le mithraeum est un édifice de l’époque impériale romaine se trouvant enseveli à plusieurs mètres au-dessous de la basilique Saint-Clément-du-Latran à Rome, située entre les collines de l'Esquilin et du Cælius, dans le prolongement du Colisée et du Ludus Magnus. Découvert en 1867, et fouillé au début du XXe siècle, il est accessible aux touristes depuis la basilique Saint Clément.

## Découverte et fouilles
Le temple de Mithra fut découvert en 1869 lors de travaux d'excavations dans la basilique souterraine de San Clemente. Les événements de 1870 (annexion des États pontificaux par le roi Victor-Emmanuel II) interrompirent les fouilles, tandis que le site était peu à peu inondé. L'inondation récurrente de la zone obligea à réaliser entre juin 1912 et mai 1914 une canalisation de drainage, avec le difficile creusement d'un tunnel de 600 mètres de long à 14 mètres au-dessous du sol, à travers des couches encombrées de vestiges archéologiques, pour rejoindre un égout antique à proximité du Colisée. Les fouilles de la maison entourant le mithraeum purent alors être menées par le père Louis Nolan, prieur de San Clemente. Vingt-cinq ans plus tard, le père Puis O'Daly dégagea une partie des pièces du bâtiment industriel situé sous l'ancienne basilique.

## L’édifice sous la basilique
L’édifice rectangulaire est fermé par des murs latéraux en gros blocs de tuf de l’Aniene. Sa largeur mesure 29,60 mètres, soit cent pieds romains, tandis que sa longueur est indéterminée. L’intérieur, divisé en une série de petits locaux, n’est pas complètement dégagé. Ces pièces sont séparées par des murs en opus mixtum (opus reticulatum et lits de briques) qui s’appuient sur le mur extérieur. Elles font 4,30 mètres de largeur (moins pour celles du mur ouest) et sont couvertes de voûtes en berceau. Des trous de charpente dans les murs prouvent que les pièces ont été divisées par un plancher à mi-hauteur. La structure de la partie centrale, non dégagée, est inconnue, mais pourrait être une cour bordée d’un péristyle. De même, l’entrée n’a pas été dégagée, mais elle semble être l’unique ouverture du bâtiment, dans le prolongement de la cour intérieure.
Lors de réfections qui eurent peut-être lieu au IIe siècle, les planchers furent supprimés et les sols en opus spicatum furent surélevés de 80 cm. Un épais enduit en opus signinum couvrit les murs intérieurs et boucha les encastrements de poutres qui supportaient les planchers.

Vues des pièces du bâtiment rectangulaire
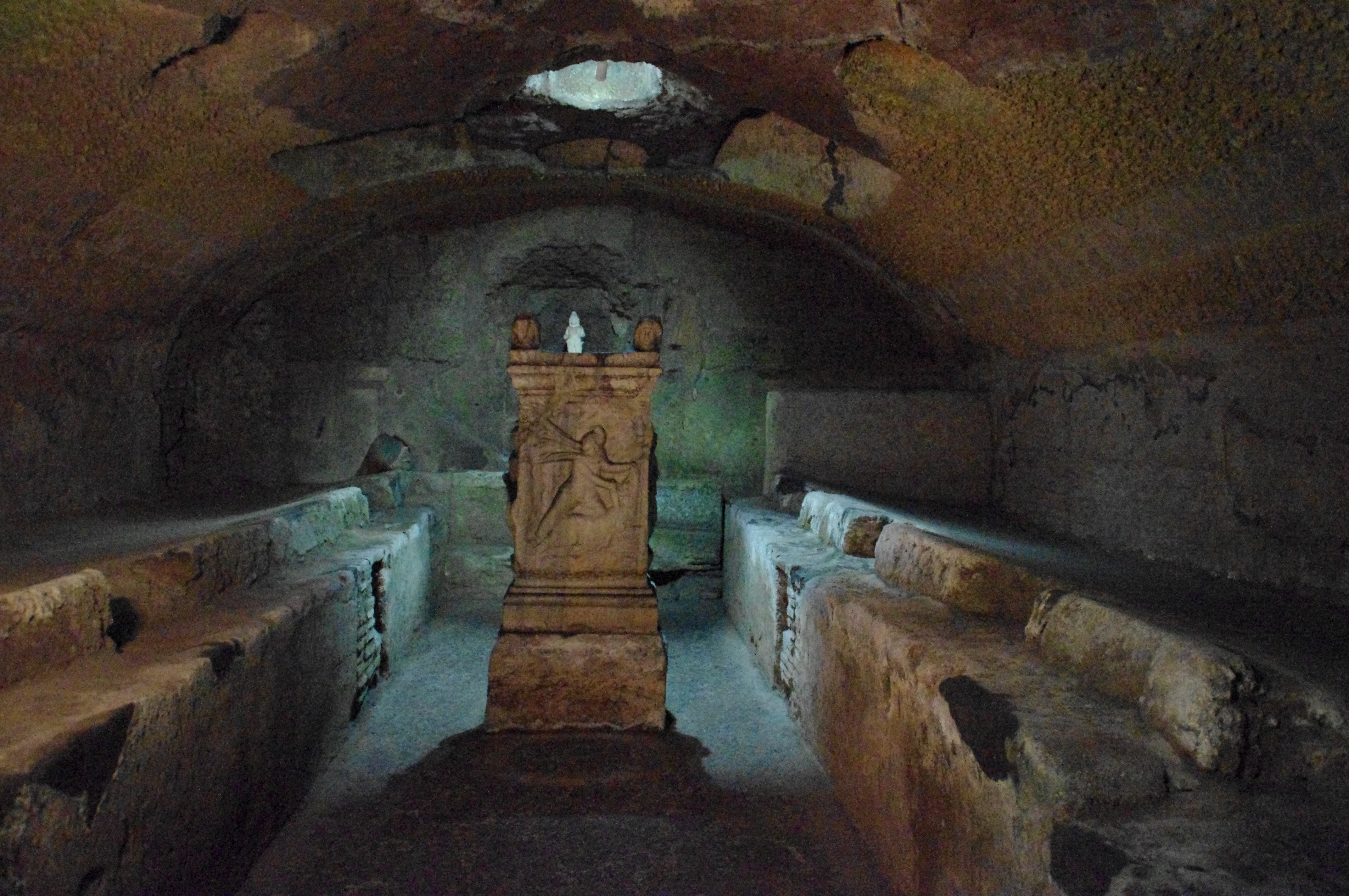
Le Mithraeum de San Clemente.
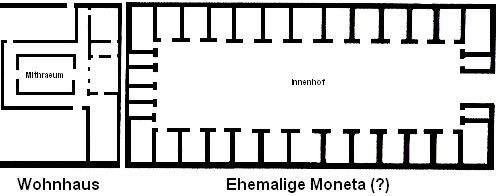
Plan du mithreaum (à gauche) et du bâtiment (hypothétique pour la partie droite, non dégagée).
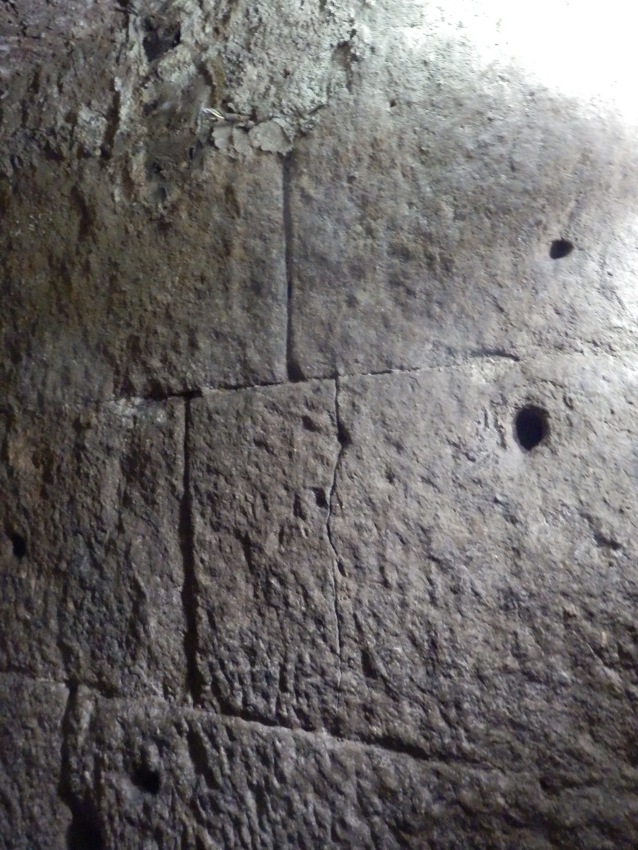
Mur externe en blocs de tuf.
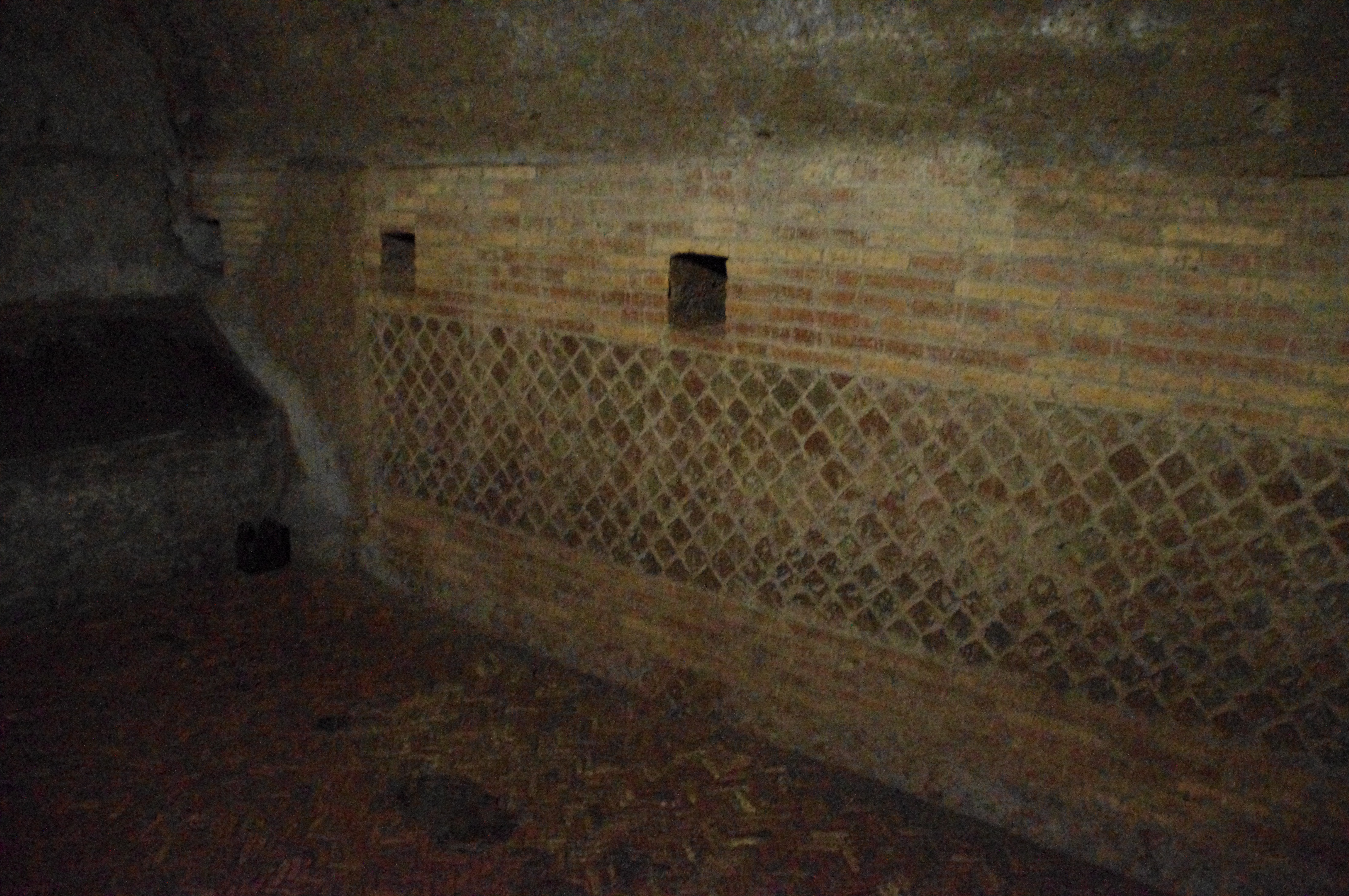
Pièce intérieure. Sol dallé en opus spicatum, mur en opus mixtum.
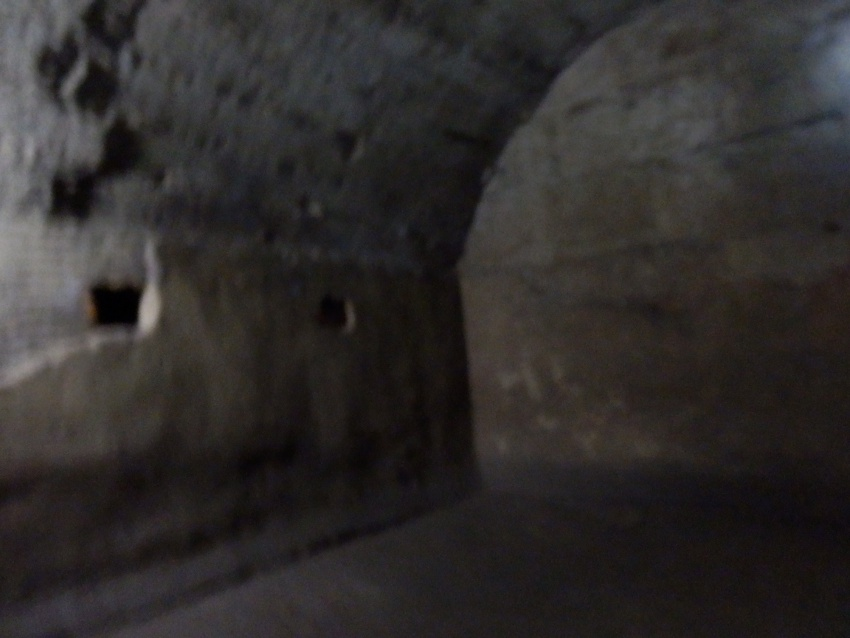
Pièce intérieure. Mur enduit en opus signinum et trous de charpente.

La datation et l’interprétation de l’usage de ce bâtiment sont délicates. Les murs extérieurs en grand appareil de tuf, procédé de construction en usage lors des premiers temps de Rome, ont suggéré une construction de l’époque républicaine. La mention à partir de la fin du IVe siècle d’un titulus Clementis (littéralement « propriété de Clément »), interprétée dans le sens de l’hagiographie chrétienne qui considérait que les premiers lieux de culte dans Rome étaient des habitations privées dont le nom du propriétaire se serait conservé, amena les fouilleurs comme Edouard Junyent à identifier le bâtiment comme l’habitation particulière d’un chrétien nommé Clément. Charles Pietri a réfuté ces raisonnements, montrant la fragilité de leurs présupposés et estimant que les églises du IVe siècle s'établissaient en remplacement d'édifices antérieurs aux fonctions les plus diverses, et pas uniquement des habitations. Pour l'archéologue Filippo Coarelli, les murs en grand appareil de tuf sont contemporains de l’aménagement intérieur de l’édifice, pour lequel l’emploi de l’opus mixtum et de l’opus spicatum doit dater du début du Ier siècle au moins, après l’incendie de 64. La division régulière des locaux ne reflète pas le plan d’une habitation, mais celui d’une série de boutiques ou d’ateliers. Enfin, la puissante construction des murs extérieurs en blocs de tuf indique une volonté de doter le bâtiment d’une protection particulière et lui confère une valeur stratégique. Faisant le rapprochement avec d’une part la Notitia Regionum Urbis XIV (inventaire des régions de Rome) qui situe dans ce secteur l’atelier monétaire (la Moneta) et d’autre part les inscriptions trouvées à proximité dédiées par des ouvriers de cet atelier, Coarelli voit dans ce bâtiment l’atelier monétaire, transféré  sous Domitien en ces lieux après l’incendie du Capitole en 80.

## Le Mithraeum
Une seconde habitation s’appuie sur le mur est de l’édifice sous la basilique. Cette habitation, construite entièrement en briques, date de l’époque de Domitien, vers les années 90-96 d’après les estampilles sur les briques, et recouvrait un édifice plus ancien endommagé par l’incendie de 64. Dans ce qui était le rez-de-chaussée, se trouvaient quatre grandes pièces, dont deux avec une voûte décorée de stuc; et un corridor entourant une cour intérieure ; un escalier côté sud menait au niveau supérieur dont il ne reste que le mur oriental et quelques cloisons, jusqu’à dix mètres de hauteur. La cour centrale était couverte par une voûte en berceau surbaissée, avec des soupiraux pour assurer l’éclairement. Ultérieurement, l’accès à cette cour fut modifié, par la fermeture de la porte d’accès et l’ouverture de quatre autres portes latérales.
À l’époque des Sévères (193-235), la cour de cette maison fut transformée en mithraeum : les issues qui se faisaient face furent alors fermées et le plafond de la voute en berceau fut décoré d’étoiles, selon la symbolique de la cosmologie mithriaque. Au fond de la cour, devait se trouver la statue du dieu Mithra dans une niche et l'autel, encore en place, avec de face Mithra sacrifiant le taureau et sur les côtés les porteurs de torches  Cautes et Cautopates. Une inscription indique le nom du donateur de l'autel : Cn(aeus) Arrius Claudianus pater posuit. Le long des parois, des banquettes en maçonnerie étaient la place des fidèles.
Le mithraeum porte plusieurs traces de destructions, avant son abandon définitif vers la fin du IVe siècle, liée probablement à la transformation des lieux en basilique chrétienne.

## Transformation
Après le milieu du IIIe siècle, le premier niveau du bâtiment ouest est abandonné et comblé de détritus, tandis que des fondations y sont implantées pour soutenir un édifice en briques à l’étage supérieur. Entre le milieu du IVe siècle et le début du Ve siècle, cet étage est transformé en basilique chrétienne, visible de nos jours au niveau inférieur, en créant une abside qui se superpose au bâtiment du mithraeum, en plaçant les deux alignements de colonnes, en fermant les ouvertures latérales et en ajoutant un portique extérieur et quelques pièces de service, peut-être une pastoforia (sacristie) à côté de l’abside.